# کریستوفر گرابینسکی
کریستوفر گرابینسکی (انگلیسی: Christoph Grabinski؛ زادهٔ ۱۲ مارس ۱۹۹۰) بازیکن فوتبال اهل آلمان است.
از باشگاه‌هایی که در آن بازی کرده‌است می‌توان به باشگاه فوتبال کارل زایس ینا اشاره کرد.